# Schüring
Schüring ist ein Wohnplatz im Ortsteil Schönberg der Hansestadt Seehausen (Altmark) im Landkreis Stendal in Sachsen-Anhalt.

## Geografie
Schüring ist ein kleiner Einzelhof, 1½ Kilometer nordöstlich von Klein Holzhausen, 5 Kilometer nordöstlich von Seehausen am Elbdeich im Biosphärenreservat Mittelelbe. Im Nordosten erstreckt sich der Herzfelder Haken, ein alter Elbarm im Naturschutzgebiet Aland-Elbe-Niederung und im EU-Vogelschutzgebiet Aland-Elbe-Niederung. Der Herzfelder Haken könnte auch durch Entnahme von Erde zum Deichbau entstanden sein, da früher die zum Deichbau nötige Erde wohl ursprünglich aus nächster Nähe des Deiches genommen wurde. Im Südosten strömt die Elbdeichwässerung, früher Große Wässerung genannt.
Nachbarorte sind Oberkamps im Nordwesten, Perditzenberg und Schönberg am Deich im Südosten und Klein Holzhausen im Südwesten.

## Geschichte
Im Jahre 1209 wurde dem zum Stift Havelberg gehörenden Dorf Scuringe das Recht eines Viertels bestätigt. Die Historikerin Lieselott Enders schreibt zu einer möglichen Wüstung Schuring (Scuringe):  „Sofern, [eine] bisher nicht belegte, Kontinuität eines Hofes bestand, liegt höchstens partielle Wüstung bzw. Schrumpfung einer einst größeren Siedlung vor.“
Der Historiker Peter P. Rohrlach geht davon aus, dass der heutige Hof als Etablissement auf der wüsten Feldmark des Dorfes entstanden ist. Aus dem Jahre 1633 ist das Bekenntnis einer Frau im Stadtgericht Seehausen überliefert, vor 19 oder 20 Jahren dem Bauern Drewes Nachtegall, auf dem Schüring wohnend, ein Pferd vergiftet zu haben. 1685 wird Joachim Wille auf dem Schüring genannt.
Auf dem Urmesstischblatt von 1843 ist der Ort verzeichnet, auf dem Messtischblatt von 1873 heißt es zu Seehauser Kamp gehörig, im Jahre 1902 ist der Ort mit Schüring beschriftet. Abweichend dazu beschrieb Danneil im Jahre 1863 die Lage des Ortes so: „In einiger Entfernung von Schönberg am Damme, in der Richtung nach Neukirchen, liegt ein einzelner, jetzt zu Schönberg gehörender Hof, der den Namen ‚Hof Schüring‘ führt.“ 1895 gibt es 2 Wohnhäuser 1909 nur ein Wohnhaus im Ort.

### Einwohnerentwicklung
| Jahr | Einwohner |
| ---- | --------- |
| 1895 | 14        |
| 1905 | 09        |

Quelle:

## Religion
Die evangelischen Christen aus Schüring gehörten früher zur Kirchengemeinde Schönberg und damit zur Pfarrei Schönberg bei Seehausen in der Altmark. Die evangelische Kirchengemeinde Schönberg wurde 2005 mit der Kirchengemeinde Falkenberg zum Kirchspiel Schönberg-Falkenberg zusammengeschlossen. Sie wird betreut vom Pfarrbereich Seehausen des Kirchenkreises Stendal im Propstsprengel Stendal-Magdeburg der Evangelischen Kirche in Mitteldeutschland.